# Залипятских, Андрей Геннадьевич
Андрей Геннадьевич Залипятских (род. 16 сентября 1970 года) — казахстанский хоккеист, нападающий.

## Карьера
Воспитанник усть-каменогорского хоккея.
В 1989 году дебютировал за усть-каменогорское "Торпедо", но вскоре призван в армию, играл за СКА (Свердловск).
В МХЛ в составе «Строителя» из Караганды провёл 102 игры. Участник чемпионата мира 1997 года. В 7 играх забил 2 шайбы и сделал 4 результативные передачи. В сезоне 1997/98 выступал за усть-каменогорский клуб. В 31 игре Андрей забил 16 шайб и сделал 13 результативных передач.
Следующий сезон Андрей провёл в подмосковном «Кристалле». В составе главной команды в высшей лиге провёл 24 игры (4+5 очков), а в составе «дубля» в первой лиге провёл 3 игры (5+1 очко). В 2001 году вернулся в «Казцинк-Торпедо». За сезон забросил 4 шайбы и сделал 1 передачу. В 2002/03 году играл в Австрии. В 7 играх забил 8 шайб и сделал 5 передач.
С 2003 года в течение четырёх сезонов выступает за рудненский «Горняк». В первой лиге провёл 216 игр, забив 82 шайбы и сделав 85 передач. В чемпионате Казахстана провёл 80 игр, набрав 34+29 очков.

## Тренерская карьера
После окончания игровой карьеры с 2009 года работает с ХК «Горняк».